# Campeonato regional de fútbol de Santiago Sur 2015-16
El campeonato regional de Santiago Sur 2015-16 es el campeonato que se juega en la parte sur de la isla de Santiago. Empezará el 13 de noviembre de 2015. El torneo lo organiza la federación de fútbol de Santiago Sur.
FC Boavista es el equipo defensor del título. Esta temporada se amplia a doce equipos por lo cual la temporada anterior no desciende ningún equipo y ascienden dos equipos de la segunda división, el Delta y el Eugénio Lima. El campeonato se juega a 22 jornadas en formato de ida y vuelta, todos los partidos se disputan en el estadio de Várzea.
El campeón se gana una plaza para disputar el campeonato caboverdiano de fútbol 2016, y los terminen en las dos últimas posiciones descienden a la segunda división.

## Equipos participantes
- Académica da Praia
- AD Bairro
- FC Boavista
- Celtic Futebol Clube
- Delta
- Desportivo da Praia
- Eugénio Lima
- Os Garridos
- Sporting Clube da Praia
- CD Travadores
- Varanda
- Vitória

## Tabla de posiciones
Actualizado a 8 de mayo de 2016
|    | Equipo                  | PJ | PG | PE | PP | GF | GC | DG  | PTS |
| -- | ----------------------- | -- | -- | -- | -- | -- | -- | --- | --- |
| 1  | Desportivo da Praia (C) | 22 | 14 | 5  | 3  | 42 | 12 | +30 | 47  |
| 2  | FC Boavista             | 22 | 14 | 4  | 4  | 45 | 21 | +32 | 46  |
| 3  | Sporting Clube da Praia | 22 | 13 | 7  | 2  | 49 | 17 | +32 | 46  |
| 4  | Académica da Praia      | 22 | 13 | 4  | 5  | 32 | 18 | +14 | 43  |
| 5  | AD Bairro               | 22 | 11 | 8  | 3  | 26 | 13 | +13 | 41  |
| 6  | Celtic Futebol Clube    | 22 | 11 | 5  | 6  | 26 | 15 | +11 | 38  |
| 7  | CD Travadores           | 22 | 7  | 7  | 8  | 26 | 31 | -5  | 28  |
| 8  | Eugénio Lima            | 22 | 5  | 5  | 12 | 19 | 43 | -24 | 20  |
| 9  | Vitória                 | 22 | 5  | 4  | 13 | 14 | 30 | -16 | 19  |
| 10 | Os Garridos             | 22 | 5  | 3  | 14 | 27 | 39 | -12 | 18  |
| 11 | Varanda (D)             | 22 | 4  | 4  | 14 | 12 | 34 | -22 | 16  |
| 12 | Delta (D)               | 22 | 0  | 4  | 18 | 15 | 60 | -45 | 4   |

|  | Clasificado para el campeonato caboverdiano de fútbol 2016. |
|  | Descendidos a segunda división de Santiago Sur.             |

(C) Campeón
(D) Descendido

## Resultados
| Académica Praia | 2 - 1 | Varanda          | 13 de noviembre |
| Boavista        | 0 - 1 | Travadores       | 14 de noviembre |
| Sporting Praia  | 2 - 1 | Os Garridos      | 25 de noviembre |
| Delta           | 0 - 1 | Bairro           | 15 de noviembre |
| Vitoria         | 0 - 0 | Celtic           | 15 de noviembre |
| Eugénio Lima    | 0 - 0 | Desportivo Praia | 15 de noviembre |

| Os Garridos      | 1 - 2 | Eugénio Lima    | 20 de noviembre |
| Desportivo Praia | 1 - 0 | Académica Praia | 20 de noviembre |
| Celtic           | 1 - 0 | Sporting Praia  | 21 de noviembre |
| Travadores       | 0 - 0 | Vitoria         | 21 de noviembre |
| Bairro           | 1 - 1 | Boavista        | 22 de noviembre |
| Varanda          | 1 - 0 | Delta           | 22 de noviembre |

| Vitoria        | 0 - 1 | Bairro           | 27 de noviembre |
| Os Garridos    | 1 - 3 | Celtic           | 29 de noviembre |
| Sporting Praia | 2 - 0 | Travadores       | 28 de noviembre |
| Boavista       | 1 - 0 | Varanda          | 27 de noviembre |
| Delta          | 0 - 2 | Desportivo Praia | 28 de noviembre |
| Eugénio Lima   | 0 - 1 | Académica Praia  | 29 de noviembre |

| Académica Praia  | 3 - 2 | Delta          | 11 de diciembre |
| Bairro           | 0 - 0 | Sporting Praia | 11 de diciembre |
| Varanda          | 0 - 1 | Vitoria        | 12 de diciembre |
| Desportivo Praia | 0 - 1 | Boavista       | 12 de diciembre |
| Travadores       | 2 - 1 | Os Garridos    | 13 de diciembre |
| Celtic           | 0 - 1 | Eugénio Lima   | 13 de diciembre |

| Vitoria        | 0 - 1 | Desportivo Praia | 18 de diciembre |
| Sporting Praia | 3 - 0 | Varanda          | 18 de diciembre |
| Os Garridos    | 0 - 0 | Bairro           | 19 de diciembre |
| Boavista       | 1 - 5 | Académica Praia  | 19 de diciembre |
| Eugénio Lima   | 2 - 2 | Delta            | 20 de diciembre |
| Celtic         | 1 - 1 | Travadores       | 20 de diciembre |

| Desportivo Praia | 1 - 2 | Sporting Praia | 9 de enero  |
| Travadores       | 1 - 1 | Eugénio Lima   | 8 de enero  |
| Bairro           | 0 - 0 | Celtic         | 9 de enero  |
| Varanda          | 1 - 1 | Os Garridos    | 8 de enero  |
| Académica Praia  | 0 - 0 | Vitoria        | 10 de enero |
| Delta            | 0 - 4 | Boavista       | 10 de enero |

| Os Garridos    | 1 - 1 | Desportivo Praia | 15 de enero |
| Vitoria        | 1 - 0 | Delta            | 15 de enero |
| Sporting Praia | 1 - 1 | Académica Praia  | 16 de enero |
| Celtic         | 2 - 0 | Varanda          | 16 de enero |
| Travadores     | 2 - 4 | Bairro           | 17 de enero |
| Eugénio Lima   | 2 - 3 | Boavista         | 17 de enero |

| Académica Praia  | 1 - 0 | Os Garridos    | 22 de enero |
| Desportivo Praia | 1 - 0 | Celtic         | 22 de enero |
| Bairro           | 2 - 0 | Eugénio Lima   | 23 de enero |
| Varanda          | 1 - 0 | Travadores     | 23 de enero |
| Delta            | 3 - 3 | Sporting Praia | 24 de enero |
| Boavista         | 2 - 1 | Vitoria        | 24 de enero |

| Os Garridos    | 4 - 2 | Delta            | 29 de enero |
| Bairro         | 3 - 0 | Varanda          | 29 de enero |
| Travadores     | 0 - 5 | Desportivo Praia | 30 de enero |
| Celtic         | 0 - 1 | Académica Praia  | 30 de enero |
| Sporting Praia | 0 - 1 | Boavista         | 31 de enero |
| Eugénio Lima   | 3 - 1 | Vitoria          | 31 de enero |

| Delta            | 0 - 3 | Celtic         | 5 de febrero |
| Boavista         | 2 - 1 | Os Garridos    | 5 de febrero |
| Académica Praia  | 4 - 0 | Travadores     | 6 de febrero |
| Desportivo Praia | 1 - 1 | Bairro         | 6 de febrero |
| Eugénio Lima     | 1 - 2 | Varanda        | 7 de febrero |
| Vitoria          | 1 - 6 | Sporting Praia | 7 de febrero |

| Varanda        | 1 - 2 | Desportivo Praia | 12 de febrero |
| Travadores     | 5 - 0 | Delta            | 12 de febrero |
| Celtic         | 1 - 3 | Boavista         | 13 de febrero |
| Os Garridos    | 2 - 1 | Vitoria          | 13 de febrero |
| Sporting Praia | 2 - 0 | Eugénio Lima     | 14 de febrero |
| Bairro         | 1 - 0 | Académica Praia  | 14 de febrero |

| Varanda          | 1 - 0 | Académica Praia | 19 de febrero |
| Travadores       | 2 - 3 | Boavista        | 19 de febrero |
| Os Garridos      | 2 - 3 | Sporting Praia  | 20 de febrero |
| Bairro           | 3 - 0 | Delta           | 20 de febrero |
| Celtic           | 2 - 1 | Vitoria         | 21 de febrero |
| Desportivo Praia | 3 - 0 | Eugénio Lima    | 21 de febrero |

| Eugénio Lima    | 0 - 1 | Os Garridos      | 26 de febrero |
| Académica Praia | 1 - 2 | Desportivo Praia | 26 de febrero |
| Sporting Praia  | 1 - 1 | Celtic           | 27 de febrero |
| Vitoria         | 1 - 2 | Travadores       | 27 de febrero |
| Boavista        | 0 - 1 | Bairro           | 28 de febrero |
| Delta           | 1 - 1 | Varanda          | 28 de febrero |

| Bairro           | 2 - 1 | Vitoria        |        | 4 de marzo |       |
| Celtic           | 2 - 0 | Os Garridos    |        | 4 de marzo |       |
| Travadores       | 0 - 1 | Sporting Praia | Várzea | 5 de marzo | 17:00 |
| Varanda          | 0 - 2 | Boavista       |        | 5 de marzo |       |
| Desportivo Praia | 7 - 1 | Delta          |        | 6 de marzo |       |
| Académica Praia  | 3 - 1 | Eugénio Lima   |        | 6 de marzo |       |

| Delta          | 0 - 2 | Académica Praia  |        | 11 de marzo |       |
| Sporting Praia | 0 - 0 | Bairro           | Várzea | 13 de marzo | 17:00 |
| Vitoria        | 0 - 0 | Varanda          |        | 12 de marzo |       |
| Boavista       | 0 - 0 | Desportivo Praia |        | 12 de marzo |       |
| Os Garridos    | 1 - 3 | Travadores       |        | 13 de marzo |       |
| Eugénio Lima   | 0 - 3 | Celtic           |        | 11 de marzo |       |

| Desportivo Praia | 4 - 0 | Vitoria        |        | 25 de marzo |       |
| Varanda          | 0 - 4 | Sporting Praia | Várzea | 25 de marzo | 17:45 |
| Bairro           | 2 - 1 | Os Garridos    |        | 5 de abril  |       |
| Académica Praia  | 0 - 3 | Boavista       |        | 23 de marzo |       |
| Delta            | 1 - 2 | Eugénio Lima   |        | 23 de marzo |       |
| Travadores       | 0 - 1 | Celtic         |        | 27 de marzo |       |

| Sporting Praia | 2 - 1 | Desportivo Praia | Várzea | 1 de abril | 16:00 |
| Eugénio Lima   | 0 - 0 | Travadores       |        | 1 de abril |       |
| Celtic         | 2 - 0 | Bairro           |        | 2 de abril |       |
| Os Garridos    | 3 - 1 | Varanda          |        | 2 de abril |       |
| Vitoria        | 0 - 1 | Académica Praia  |        | 3 de abril |       |
| Boavista       | 0 - 0 | Delta            |        | 3 de abril |       |

| Desportivo Praia | 3 - 1 | Os Garridos    |        | 8 de abril  |       |
| Delta            | 0 - 1 | Vitoria        |        | 8 de abril  |       |
| Académica Praia  | 2 - 2 | Sporting Praia | Várzea | 9 de abril  | 15:00 |
| Varanda          | 0 - 1 | Celtic         |        | 9 de abril  |       |
| Bairro           | 0 - 0 | Travadores     |        | 10 de abril |       |
| Boavista         | 7 - 1 | Eugénio Lima   |        | 10 de abril |       |

| Os Garridos    | 0 - 1 | Académica Praia  |        | 15 de abril |       |
| Celtic         | 1 - 1 | Desportivo Praia |        | 15 de abril |       |
| Eugénio Lima   | 1 - 1 | Bairro           |        | 16 de abril |       |
| Travadores     | 1 - 1 | Varanda          |        | 16 de abril |       |
| Sporting Praia | 5 - 0 | Delta            | Várzea | 17 de abril | 15:00 |
| Vitoria        | 2 - 3 | Boavista         |        | 17 de abril |       |

| Delta            | 1 - 4 | Os Garridos    |        | 22 de abril |       |
| Varanda          | 0 - 3 | Bairro         |        | 22 de abril |       |
| Desportivo Praia | 2 - 0 | Travadores     |        | 23 de abril |       |
| Académica Praia  | 1 - 0 | Celtic         |        | 23 de abril |       |
| Boavista         | 2 - 2 | Sporting Praia | Várzea | 24 de abril | 16:00 |
| Vitoria          | 1 - 0 | Eugénio Lima   |        | 24 de abril |       |

| Celtic         | 3 - 1 | Delta            |        | 29 de abril |       |
| Os Garridos    | 0 - 4 | Boavista         |        | 29 de abril |       |
| Travadores     | 2 - 2 | Académica Praia  |        | 4 de mayo   |       |
| Bairro         | 0 - 3 | Desportivo Praia |        | 30 de abril |       |
| Varanda        | 1 - 2 | Eugénio Lima     |        | 1 de mayo   |       |
| Sporting Praia | 1 - 0 | Vitoria          | Várzea | 1 de mayo   | 17:00 |

| Desportivo Praia | 1 - 0 | Varanda        |        | 6 de mayo |       |
| Delta            | 1 - 3 | Travadores     |        | 6 de mayo |       |
| Boavista         | 3 - 0 | Celtic         |        | 7 de mayo |       |
| Vitoria          | 2 - 1 | Os Garridos    |        | 7 de mayo |       |
| Eugénio Lima     | 0 - 7 | Sporting Praia | Várzea | 8 de mayo | 15:00 |
| Académica Praia  | 1 - 0 | Bairro         |        | 8 de mayo |       |

### Evolución de las posiciones
| Equipo / Jornada | 01 | 02 | 03 | 04 | 05 | 06 | 07 | 08 | 09 | 10 | 11 | 12 | 13 | 14 | 15 | 16 | 17 | 18 | 19 | 20 | 21 | 22 |
| ---------------- | -- | -- | -- | -- | -- | -- | -- | -- | -- | -- | -- | -- | -- | -- | -- | -- | -- | -- | -- | -- | -- | -- |
| Académica        | 1  | 6  | 5  | 1  | 1  | 1  | 1  | 1  | 1  | 1  | 2  | 5  | 5  | 5  | 4  | 5  | 5  | 6  | 5  | 5  | 5  | 4  |
| AD Bairro        | 2  | 2  | 3  | 2  | 4  | 4  | 3  | 2  | 2  | 3  | 3  | 1  | 1  | 1  | 1  | 2  | 3  | 2  | 4  | 2  | 4  | 5  |
| Boavista         | 11 | 9  | 7  | 6  | 8  | 5  | 4  | 3  | 3  | 2  | 1  | 2  | 4  | 4  | 5  | 4  | 4  | 4  | 2  | 4  | 3  | 2  |
| Celtic           | 5  | 4  | 1  | 3  | 5  | 6  | 5  | 6  | 6  | 6  | 6  | 6  | 6  | 6  | 6  | 6  | 6  | 5  | 6  | 6  | 6  | 6  |
| Delta            | 12 | 12 | 12 | 12 | 12 | 12 | 12 | 12 | 12 | 12 | 12 | 12 | 12 | 12 | 12 | 12 | 12 | 12 | 12 | 12 | 12 | 12 |
| Desportivo       | 4  | 3  | 2  | 5  | 3  | 3  | 6  | 5  | 4  | 5  | 5  | 4  | 2  | 2  | 2  | 1  | 2  | 1  | 3  | 1  | 1  | 1  |
| E. Lima          | 7  | 1  | 6  | 7  | 6  | 7  | 7  | 8  | 7  | 7  | 7  | 9  | 10 | 10 | 10 | 8  | 8  | 8  | 8  | 9  | 8  | 8  |
| Garridos         | 9  | 10 | 11 | 11 | 11 | 11 | 11 | 11 | 11 | 11 | 10 | 10 | 9  | 9  | 9  | 10 | 9  | 9  | 10 | 8  | 9  | 10 |
| Sporting         | 8  | 11 | 4  | 4  | 2  | 2  | 2  | 4  | 5  | 4  | 4  | 3  | 3  | 3  | 3  | 3  | 1  | 3  | 1  | 3  | 2  | 3  |
| Travadores       | 3  | 5  | 8  | 8  | 7  | 8  | 9  | 9  | 9  | 10 | 8  | 7  | 7  | 7  | 7  | 7  | 7  | 7  | 7  | 7  | 7  | 7  |
| Varanda          | 10 | 7  | 9  | 10 | 10 | 10 | 10 | 10 | 10 | 8  | 9  | 8  | 8  | 8  | 8  | 9  | 10 | 10 | 9  | 11 | 11 | 11 |
| Vitória          | 6  | 8  | 10 | 9  | 9  | 9  | 8  | 7  | 8  | 9  | 11 | 11 | 11 | 11 | 11 | 11 | 11 | 11 | 11 | 10 | 10 | 10 |

| Campeón Desportivo da Praia 1.o título |

## Estadísticas
- Mayor goleada: Eugenio Lima 0 - 7 Sporting Praia (8 de mayo)
- Partido con más goles:

Desportivo Praia 7 - 1  Delta (6 de marzo) 
Boavista 7 - 1  Eugenio Lima (10 de abril) 
- Mejor racha ganadora: Boavista; 6 jornadas (jornada 6 a 11)
- Mejor racha invicta: Bairro; 15 jornadas (jornada 1 a 15)
- Mejor racha marcando: Boavista; 11 jornadas (jornada 2 a 12)
- Mejores racha imbatida: Celtic; 5 jornadas (jornada 14 a 18)

### Goleadores
| Jugador                                 | Equipo           | Goles |
| --------------------------------------- | ---------------- | ----- |
| Matchona                                | Boavista         | 16    |
| António Correia                         | Sporting Praia   | 14    |
| Nido                                    | Académica Praia  | 13    |
| Leonel Maldini Pereira                  | Desportivo Praia | 11    |
| Euclides R. Mendoça                     | Sporting Praia   | 9     |
| Última actualización: 8 de mayo de 2016 |                  |       |